# Isidore Kabwe Mwehu
Isidore Kabwe Mwehu Longo, né à Kabalo, dans la province du Tanganyika, le 24 septembre 1950, est un homme d’état de la république démocratique du Congo (RDC). Il est détenteur d’un diplômé d’études de commerce et de gestion financière. 
Homme d’expérience et acteur du développement socio-économique de la RDC et ancien directeur des entreprises (1979-1997), il est à ce jour président du Conseil d’Administration du Fond pour la promotion de l’industrie (FPI) et Sénateur dans le Parlement de la Troisième Législature de la Troisième République. 
Député honoraire du parlement de transition issu de l’accord cadre de Sun City (2003-2006), il est élu député dans le Parlement de la deuxième Législature (2011-2018). du Congo-Kinshasa. Directeur de Cabinet au Ministère de Développement Rural (2007-2008) du gouvernement Gizenga, il est ensuite directeur de cabinet au Ministère de Transports et voies de communication (2008-2009) puis, directeur de Cabinet adjoint au Ministère de la Défense et Anciens Combattant (2009-2011), il devient chef de Cabinet du Premier Vice-président de l’Assemblée nationale (2012-2014). Il est nommé Ministre de l’Agriculture, pêche et élevage dans le gouvernement Matata II (décembre 2014), gouvernement Matata II
Kabwe Mwehu Longo Isidore est'un acteur majeur du développement socioculturel de la RDC. Il est notamment le promoteur de l’Institut Technique et Professionnel de Kabalo, Président de l’ADRIKA (Association pour le Développement Rural et Intégré de Kabalo), membre et ancien Président de la MUBEKA (Mutuelle de Baluba du Kabalo), membre de la coordination nationale de BULUBA-I-BUKATA (2000-2005). Il est également impliqué dans plusieurs actions de promotion socio-culturelle du Tanganyika ainsi que des autres provinces du grand Congo.du 8 décembre 2014 au 25 septembre 2015.